# Evoluția metroului din Lisabona

Diagramă animată.

De la inaugurarea lui, în 1959, Metroul din Lisabona a suferit mai multe modificări, atât în configurația liniilor, cât și în privința numelui stațiilor. Tabelul de mai jos prezintă evoluția rețelei de-a lungul anilor.
| Diagramă | Hartă   | Perioadă / modificări                                         | Perioadă / modificări | Perioadă / modificări |
| --- | ------- | ------------------------------------------------------------- | --------------------- | --------------------- |
| |         | din decembrie 1959 și până în ianuarie 1963 (3 ani + 1 lună)  |                       |                       |
| 11 stații | 06,6 km | 1 linie                                                       |                       |                       |
| Inaugurarea rețelei originale Stații: Sete Rios, Palhavã, São Sebastião, Parque, Rotunda, Avenida, Restauradores, Picoas, Saldanha, Campo Pequeno și Entre Campos                                                                                                 |         |                                                               |                       |                       |
| |         | din ianuarie 1963 și până în septembrie 1966 (3 ani + 8 luni) |                       |                       |
| 12 stații | 07,1 km | 1 linie                                                       |                       |                       |
| Stație nouă: Rossio |         |                                                               |                       |                       |
| |         | din septembrie 1966 și până în iunie 1972 (5 ani + 9 luni)    |                       |                       |
| 15 stații | 08,6 km | 1 linie                                                       |                       |                       |
| Stații noi: Socorro, Intendente și Anjos |         |                                                               |                       |                       |
| |         | din iunie 1972 și până în octombrie 1988 (16 ani + 5 luni)    |                       |                       |
| 20 stații | 12,0 km | 1 linie                                                       |                       |                       |
| Stații noi: Arroios, Alameda, Areeiro, Roma și Alvalade |         |                                                               |                       |                       |
| |         | din octombrie 1988 și până în aprilie 1993 (4 ani + 6 luni)   |                       |                       |
| 24 stații | 15,8 km | 1 linie                                                       |                       |                       |
| Stații noi: Laranjeiras, Alto dos Moinhos, Colégio Militar/Luz și Cidade Universitária |         |                                                               |                       |                       |
| |         | din aprilie 1993 și până în iulie 1995 (2 ani + 3 luni)       |                       |                       |
| 25 stații | 18,9 km | 1 linie                                                       |                       |                       |
| Stație nouă: Campo Grande |         |                                                               |                       |                       |
| |         | din iulie 1995 și până în octombrie 1997 (2 ani + 4 luni)     |                       |                       |
| 27 stații | 18,9 km | 2 linii                                                       |                       |                       |
| Separarea Rotunda Crearea liniei albastre și a liniei galbene Stație nouă (pe linia galbenă): Rotunda |         |                                                               |                       |                       |
| |         | din octombrie 1997 și până în decembrie 1997 (0 ani + 2 luni) |                       |                       |
| 29 stații | 20,5 km | 2 linii                                                       |                       |                       |
| Stații noi (pe linia albastră): Carnide și Pontinha |         |                                                               |                       |                       |
| |         | din decembrie 1997 și până în martie 1998 (0 ani + 3 luni)    |                       |                       |
| 30 stații | 21,1 km | 2 linii                                                       |                       |                       |
| Stație nouă (pe linia albastră): Rato |         |                                                               |                       |                       |
| |         | din martie 1998 și până în aprilie 1998 (0 ani + 1 lună)      |                       |                       |
| 30 stații | 21,1 km | 3 linii                                                       |                       |                       |
| Separarea tronsonului Restauradores – Rossio: crearea liniei verzi Redenumirea următoarelor stații: - Sete Rios → Jardim Zoológico - Rotunda → Marquês de Pombal - Socorro → Martim Moniz - Palhavã → Praça de Espanha                                            |         |                                                               |                       |                       |
| |         | din aprilie 1998 și până în mai 1998 (0 ani + 1 lună)         |                       |                       |
| 32 stații | 22,5 km | 3 linii                                                       |                       |                       |
| Stații noi (pe linia verde): Baixa-Chiado și Cais do Sodré |         |                                                               |                       |                       |
| |         | din mai 1998 și până în iulie 1998 (0 ani + 3 luni)           |                       |                       |
| 37 stații | 27,5 km | 4 linii                                                       |                       |                       |
| Inaugurarea liniei roșii Stații noi (pe linia roșie): Alameda, Olaias, Bela Vista, Chelas și Oriente |         |                                                               |                       |                       |
| |         | din iulie 1998 și până în august 1998 (0 ani + 1 lună)        |                       |                       |
| 38 stații | 27,5 km | 4 linii                                                       |                       |                       |
| Stație nouă (pe linia roșie): Cabo Ruivo |         |                                                               |                       |                       |
| |         | din august 1998 și până în decembrie 1998 (0 ani + 5 luni)    |                       |                       |
| 39 stații | 28,1 km | 4 linii                                                       |                       |                       |
| Stație nouă (pe linia albastră): Baixa-Chiado |         |                                                               |                       |                       |
| |         | din decembrie 1998 și până în decembrie 2002 (4 ani + 0 luni) |                       |                       |
| 40 stații | 28,1 km | 4 linii                                                       |                       |                       |
| Stație nouă (pe linia roșie): Olaias |         |                                                               |                       |                       |
| |         | din decembrie 2002 și până în aprilie 2004 (1 ano + 5 luni)   |                       |                       |
| 41 stații | 28,7 km | 4 linii                                                       |                       |                       |
| Stație nouă (pe linia verde): Telheiras |         |                                                               |                       |                       |
| |         | din aprilie 2004 și până în mai 2004 (0 ani + 1 lună)         |                       |                       |
| 46 stații | 33,7 km | 4 linii                                                       |                       |                       |
| Stații noi (pe linia galbenă): Quinta das Conchas, Lumiar, Ameixoeira, Senhor Roubado și Odivelas |         |                                                               |                       |                       |
| |         | din mai 2004 și până în decembrie 2007 (03 ani + 8 luni)      |                       |                       |
| 48 stații | 35,1 km | 4 linii                                                       |                       |                       |
| Stații noi (pe linia albastră): Alfornelos și Amadora Este |         |                                                               |                       |                       |
| |         | din decembrie 2007 și până în august 2009 (1 ano + 8 luni)    |                       |                       |
| 50 stații | 37,3 km | 4 linii                                                       |                       |                       |
| Stații noi (pe linia albastră): Terreiro do Paço și Santa Apolónia |         |                                                               |                       |                       |
| |         | din august 2009 și până în iulie 2012 (2 ani + 11 luni)       |                       |                       |
| 52 stații | 39,5 km | 4 linii                                                       |                       |                       |
| Stații noi (pe linia roșie): São Sebastião și Saldanha |         |                                                               |                       |                       |
| |         | din iulie 2012 și până în aprilie 2016 (3 ani + 10 luni)      |                       |                       |
| 55 stații | 42,8 km | 4 linii                                                       |                       |                       |
| Stații noi (pe linia roșie): Moscavide, Encarnação și Aeroporto |         |                                                               |                       |                       |
| |         | din aprilie 2016 (acum 8 ani)                                 |                       |                       |
| 56 stații | 44,2 km | 4 linii                                                       |                       |                       |
| Stații noi (pe linia albastră): Reboleira |         |                                                               |                       |                       |
| |         | planificare pentru 2023 (peste 2 ani)                         |                       |                       |
| 58 stații | (?) km  | 4 linii                                                       |                       |                       |
| Planificate din 2017; incerte: Stațiile Cidade Universitária, Entre Campos, Campo Pequeno, Saldanha, Picoas, Marquês de Pombal și Rato vor deveni parte a liniei verzi; Telheiras va fi integrată în linia galbenă Stații noi (pe linia verde): Santos și Estrela |         |                                                               |                       |                       |